# Championnats des États-Unis d'athlétisme 2015
Navigation
Championnats 2014 Championnats 2016
Les Championnats des États-Unis d'athlétisme 2015 ont eu lieu du 25 au 28 juin 2015 à l'Hayward Field de Eugene, en Oregon. La compétition détermine les champions d'athlétisme seniors et juniors des États-Unis.

## Programme
Quarante épreuves senior figurent au programme de ces championnats 2015 (20 masculines et 20 féminines). Des épreuves juniors et vétérans se disputent également lors de cette compétition.
| Finales | 25 juin                                                          | 26 juin                           | 27 juin                                                                                    | 28 juin |
| ------- | ---------------------------------------------------------------- | --------------------------------- | ------------------------------------------------------------------------------------------ | --- |
| Hommes  | Lancer du javelot, lancer du marteau, lancer du disque, 10 000 m | Décathlon, 100 m, saut en hauteur | Saut à la perche, 400 m haies, 1 500 m, 400 m                                              | 20 000 m marche, 5 000 m, 200 m, triple saut, lancer du poids, 110 m haies, 800 m, 3 000 m steeple          |
| Femmes  | Triple saut, lancer du poids, 10 000 m                           | 100 m, lancer du javelot          | Lancer du marteau, saut en longueur, lancer du disque, 100 m haies, 3 000 m steeple, 400 m | 20 000 m marche, 5 000 m, heptathlon, 200 m, saut à la perche, saut en hauteur, 400 m haies, 800 m, 1 500 m |

## Enjeux
La compétition consacre les meilleurs athlètes américains sur piste extérieure, mais sert également de sélection pour les championnats du monde 2015 se déroulant du 22 au 30 août 2015 à Pékin, en Chine. Les trois meilleurs athlètes de chaque épreuve se qualifient pour les mondiaux à condition de réaliser les minima de qualification (entry standards) décidés par l'IAAF. Plusieurs athlètes américains, dont la plupart participent à ces championnats nationaux, sont qualifiés d'office pour les championnats du monde en bénéficiant d'une wild card de la part des organisateurs du fait de leur statut de tenant du titre. Il s'agît chez les hommes de LaShawn Merritt (400 m), David Oliver (110 m haies) et Ashton Eaton  (décathlon), et chez les femmes de Brianna Rollins (100 m haies) et Brittney Reese (saut en longueur). Par ailleurs, en l'absence d'un champion du monde en titre américain, les vainqueurs de chaque épreuve de la Ligue de diamant 2014 bénéficient également d'une invitation pour les mondiaux 2015. Sont concernés : Justin Gatlin (100 m), LaShawn Merritt (400 m), Michael Tinsley  (400 m haies), Christian Taylor (triple saut), Reese Hoffa (lancer du poids), Allyson Felix (200 m) et Jennifer Simpson (1 500 m).

## Résultats

### Hommes
| Épreuves                     | Or                               | Argent                            | Bronze                             |
| 100 m Vent : + 0,0 m/s       | Tyson Gay 9 s 87                 | Trayvon Bromell 9 s 96            | Mike Rodgers 9 s 97                |
| 200 m Vent : + 0,4 m/s       | Justin Gatlin 19 s 57            | Isiah Young 19 s 93               | Wallace Spearmon 20 s 10           |
| 400 m                        | David Verburg 44 s 63            | LaShawn Merritt 44 s 66           | Vernon Norwood 44 s 80             |
| 800 m                        | Nick Symmonds 1 min 44 s 53      | Erik Sowinski 1 min 44 s 84       | Casimir Loxsom 1 min 45 s 35       |
| 1 500 m                      | Matthew Centrowitz 3 min 37 s 25 | Robby Andrews 3 min 38 s 75       | Leonel Manzano 3 min 38 s 76       |
| 5 000 m                      | Ryan Hill 13 min 50 s 69         | Ben True 13 min 51 s 09           | Galen Rupp 13 min 51 s 54          |
| 10 000 m                     | Galen Rupp 28 min 11 s 61        | Ben True 28 min 14 s 26           | Hassan Mead 28 min 16 s 54         |
| 3 000 m steeple              | Evan Jager 8 min 12 s 29         | Donald Cabral 8 min 13 s 37       | Daniel Huling 8 min 14 s 11        |
| 20 000 m marche              | John Nunn 1 h 28 min 39 s 48     | Nick Christie 1 h 30 min 51 s 69  | Patrick Stroupe 1 h 31 min 28 s 34 |
| 110 m haies Vent : + 0,4 m/s | David Oliver 13 s 04             | Ronnie Ash 13 s 13                | Aries Merritt 13 s 19              |
| 400 m haies                  | Bershawn Jackson 48 s 29         | Johnny Dutch 48 s 43              | Kerron Clement 48 s 44             |
| Saut en hauteur              | Erik Kynard 2,37 m               | JaCorian Duffield 2,34 m          | Jesse Williams 2,31 m              |
| Saut à la perche             | Sam Kendricks 5,75 m             | Brad Walker 5,60 m                | Jacob Blankenship 5,60 m           |
| Saut en longueur             | Marquis Dendy 8,68 m (+ 3,7 m/s) | Jeff Henderson 8,44 m (- 0,3 m/s) | Mike Hartfield 8,42 m (+ 2,5 m/s)  |
| Triple saut                  | Omar Craddock 17,53 m            | Will Claye 17,48 m                | Marquis Dendy 17,23 m              |
| Poids                        | Joe Kovacs 21,84 m               | Christian Cantwell 21,64 m        | Jordan Clarke 21,49 m              |
| Disque                       | Jared Schuurmans 64,64 m         | Russ Winger 64,34 m               | Andrew Evans 63,67 m               |
| Marteau                      | Kibwe Johnson 76,95 m            | Conor McCullough 76,09 m          | A. G. Kruger 76,01 m               |
| Javelot                      | Sean Furey 83,08 m (PB)          | Riley Dolezal 80,75 m             | Samuel Crouser 75,93 m             |
| Décathlon                    | Trey Hardee 8 725 pts            | Jeremy Taiwo 8 264 pts            | Zach Ziemek 8 107 pts              |

### Femmes
| Épreuves                     | Or                                   | Argent                                 | Bronze                          |
| 100 m Vent : + 1,2 m/s       | Tori Bowie 10 s 81                   | English Gardner 10 s 86                | Jasmine Todd 10 s 92            |
| 200 m Vent : + 0,4 m/s       | Jenna Prandini 22 s 20               | Candyce McGrone 22 s 38                | Jeneba Tarmoh 22 s 44           |
| 400 m                        | Allyson Felix 50 s 19                | Natasha Hastings 50 s 25               | Phyllis Francis 50 s 67         |
| 800 m                        | Alysia Johnson-Montaño 1 min 59 s 15 | Brenda Martinez 1 min 59 s 71          | Ajee Wilson 2 min 0 s 05        |
| 1 500 m                      | Jennifer Simpson 4 min 14 s 86       | Shannon Rowbury 4 min 14 s 99          | Kerri Gallagher 4 min 15 s 81   |
| 5 000 m                      | Nicole Tully 15 min 6 s 44           | Marielle Hall 15 min 6 s 45            | Abbey D'Agostino 15 min 6 s 59  |
| 10 000 m                     | Molly Huddle 31 min 39 s 20          | Shalane Flanagan 31 min 42 s 29        | Emily Infeld 31 min 42 s 60     |
| 3 000 m steeple              | Emma Coburn 9 min 15 s 59            | Stephanie Garcia 9 min 23 s 48         | Colleen Quigley 9 min 24 s 92   |
| 20 000 m marche              | Miranda Melville 1 h 36 min 33 s 99  | Maria Michta-Coffey 1 h 38 min 45 s 92 | Katie Burnett 1 h 40 min 0 s 57 |
| 100 m haies Vent : - 0,1 m/s | Dawn Harper-Nelson 12 s 55           | Kendra Harrison 12 s 56                | Sharika Nelvis 12 s 59          |
| 400 m haies                  | Shamier Little 53 s 83               | Cassandra Tate 54 s 01                 | Kori Carter 54 s 41             |
| Saut en hauteur              | Chaunté Lowe 1,91 m                  | Elizabeth Patterson 1,88 m             | Amy Acuff 1,88 m                |
| Saut à la perche             | Jennifer Suhr 4,82 m                 | Sandi Morris 4,65 m                    | Demi Payne 4,60 m               |
| Saut en longueur             | Tianna Bartoletta 7,12 m             | Brittney Reese 6,97 m                  | Janay DeLoach 6,95 m            |
| Triple saut                  | Christina Epps 14,09 m               | April Sinkler 13,83 m                  | Keturah Orji 13,81 m            |
| Poids                        | Michelle Carter 20,02 m              | Tia Brooks 18,93 m                     | Jeneva Stevens 18,84 m          |
| Disque                       | Gia Lewis-Smallwood 63,09 m          | Whitney Ashley 62,21 m                 | Shelbi Vaughan 60,76 m          |
| Marteau                      | Amber Campbell 72,36 m               | Deanna Price 72,30 m                   | Amanda Bingson 70,60 m          |
| Javelot                      | Kara Winger 64,94 m                  | Brittany Borman 61,80 m                | Hannah Carson 59,57 m           |
| Heptathlon                   | Barbara Nwaba 6 500 pts              | Sharon Day-Monroe 6 458 pts            | Erica Bougard 6 288 pts         |